# Cayaponia cordata
Cayaponia cordata är en gurkväxtart som först beskrevs av Célestin Alfred Cogniaux, och fick sitt nu gällande namn av Duchen och S. S. Renner. Cayaponia cordata ingår i släktet Cayaponia och familjen gurkväxter. Inga underarter finns listade i Catalogue of Life.